# Stockton Kings
Die Stockton Kings sind ein Basketballteam der NBA G-League, das seit der Saison 2018/19 in Stockton, Kalifornien beheimatet ist. Das Team war ursprünglich im Jahr 2008 als Reno Bighorns in Reno, Nevada gegründet worden und hatte zur Saison 2008/09 den Spielbetrieb aufgenommen.

## Geschichte
Im Zuge einer weiteren Erweiterung der G-League wurde 2008 ein neues Team im Reno angesiedelt. Unter dem Namen Reno Bighorns wurde die neue „Franchise“ vorgestellt. Die Heimhalle der Bighorns war das Reno Events Center. Es fasste bei Heimspielen der Bighorns bis zu 7.500 Zuschauer.
Die Bighorns fungierten ursprünglich als „Farmteam“ für verschiedene Mannschaften der National Basketball Association (NBA). Während die Sacramento Kings seit Gründung der Bighorns deren Partner waren, kamen im Laufe der Jahre verschiedene andere NBA-Vereine als Partner hinzu, die sich dann teilweise wieder anderen Farmteams der D-League als Partner zuwandten. Ursprünglich wurden die Bighorns von der Southwest Basketball, LLC geführt. Im Februar 2009 wurde das Team allerdings an SK Baseball verkauft. Diese Gruppe ist ebenfalls Besitzer des Baseball Teams Reno Aces. 2011 wurden schließlich die Bighorns Basketball, LLC Eigentümer der Mannschaft.
Schließlich vereinbarten die Bighorns und die Kings im Juli 2013 eine exklusive Partnerschaft, woraufhin Sacramentos ehemaliger Spieler Shareef Abdur-Rahim neuer Sportdirektor (General Manager) der Bighorns wurde.
Zur Saison 2018/19 zog das Team von Reno, Nevada nach Stockton, Kalifornien um und nahm Vereinsfarben, Namen und ein dem Mutterfranchise vergleichbares Logo an.

## Bekannte Spieler
| - Will Blalock - Donté Greene - Marcus Landry - Patrick Ewing Jr. - Jeremy Lin | - Antonio Meeking - Patrick O’Bryant - Salim Stoudemire - Bobby Simmons |

## Zuordnungen zu NBA-Vereinen
| - Sacramento Kings (seit 2008) - New York Knicks (2008–2009) - Orlando Magic (2009–2010) - Golden State Warriors (2010–2011) | - Atlanta Hawks (2011–2012) - Memphis Grizzlies (2011–2013) - Utah Jazz (2012–2013) |

 Aktuelle Partnerschaft fett markiert 